# Condado de Rivercess
Rivercess es un condado localizado en la parte del sur de la República de Liberia. Es uno de los quince condados que comprenden el primer nivel de división administrativa en la nación. Cesstos es la ciudad capital. El condado posee una extensión de territorio que abarca 5594 kilómetros cuadrados. Desde el censo de 2008, River Cess tenía una población de 71 509, haciéndolo el segundo condado menos habitado de Liberia. Limita con Grand Bassa al oeste, con Nimba sobre el noreste, y con Sinoe al sudeste. La parte del sur de River Cess se sitúa sobre el océano Atlántico. Creado en 1984, el superintendente corriente distinguido es B. Rancy Ziankahn.

## Distritos
El condado de Rivercess posee la particularidad de estar subdividido en tan solo un par de distritos que aparecerán mencionados a continuación:
- Distrito de Timbo
- Distrito de Morweh

- Datos: Q955095